# Herb gminy Kozielice
Herb gminy Kozielice – symbol gminy Kozielice.

## Wygląd i symbolika
Herb przedstawia na tarczy dzielonej zielonym pasem z prawa w skos w polu górnym błękitnym czerwonego gryfa ze złotym dziobem i szponami, a w polu dolnym żółtym białą mitrę biskupią z czerwonym krzyżem. Barwy herbu przedstawiają rolniczy charakter gminy, gryf symbolizuje położenie gminy na terenie województwa zachodniopomorskiego (w początkowej wersji województwa szczecińskiego), natomiast tiara nawiązuje do faktu, że Kozielice kiedyś należały do dóbr biskupów kamieńskich.